# مفاعل كهروكيميائي حيوي
المفاعلات الكهروكيميائية الحيوية (بالإنجليزية: Bioelectrochemical reactors )‏ عبارة عن نوع من المفاعلات الحيوية والتي يمكن أن يحدث فيها العمليات الكهروكيميائية الحيوية . وهي تستخدم في التوليف أو التجميع الكهروكيميائي الحيوي وفي المعالجات البيئية وتحويل الطاقة الكهروكيميائية . وتتضمن الأمثلة على المفاعلات الكهروكيميائية الحيوية خلايا التحليل الكهربائي الميكروبية، خلايا الوقود الميكروبية و خلايا الوقود الحيوي الإنزيمية، و خلايا التحليل الكهربائي .

## وصلات خارجية
- [1]
- [2]
- [3]
- NCBI BER waste water treatment